# Amazonas (bang Brasil)
Amazonas là một bang nằm ở góc phía tây bắc Brasil. Đây là bang lớn nhất của Brasil về diện tích và là phân vùng hành chính lớn thứ 9 trên thế giới. Bang này giáp ranh với các bang (theo chiều kim đồng hồ): Roraima, Pará, Mato Grosso, Rondônia, và Acre. Nó cũng giáp ranh với Peru (giáp vùng Loreto), Colombia (giáp tỉnh Guainía, Vaupés và Amazonas) và Venezuela (giáp bang Amazonas).
Amazonas được đặt theo tên của sông Amazon, nơi đây có ngọn núi cao nhất Brasil là núi Pico da Neblina, cao 2.994 mét so với mặt nước biển.

## Liên kết
| Tìm hiểu thêm về Amazonas tại các dự án liên quan |                                   |
| Tìm kiếm Wiktionary                               | Từ điển từ Wiktionary             |
| Tìm kiếm Commons                                  | Tập tin phương tiện từ Commons    |
| Tìm kiếm Wikinews                                 | Tin tức từ Wikinews               |
| Tìm kiếm Wikiquote                                | Danh ngôn từ Wikiquote            |
| Tìm kiếm Wikisource                               | Văn kiện từ Wikisource            |
| Tìm kiếm Wikibooks                                | Tủ sách giáo khoa từ Wikibooks    |
| Tìm kiếm Wikiversity                              | Tài nguyên học tập từ Wikiversity |

- (tiếng Bồ Đào Nha) Official Website Brasil Lưu trữ ngày 29 tháng 10 năm 2005 tại Wayback Machine
- (tiếng Anh) Official Website Venezuela Lưu trữ ngày 3 tháng 11 năm 2010 tại Wayback Machine